# Châtonnaye
Châtonnaye (Tsathounêna  en patois fribourgeois) est une localité et une commune suisse du canton de Fribourg, située dans le district de la Glâne.

## Géographie
Selon l'Office fédéral de la statistique, Châtonnaye mesure 631 ha. 6,0 % de cette superficie correspond à des surfaces d'habitat ou d'infrastructure, 70,9 % à des surfaces agricoles et 23,1 % à des surfaces boisées.
Châtonnaye est limitrophe de Torny et Villaz ainsi que Trey, Valbroye et Villarzel dans le canton de Vaud.

## Démographie
Selon l'Office fédéral de la statistique, Châtonnaye compte 884 habitants en 2022. Sa densité de population atteint 140 hab./km2.
Le graphique suivant résume l'évolution de la population de Châtonnaye entre 1850 et 2008 :

## Histoire
Au Moyen Âge, Châtonnaye possédait un château dont on peut encore visiter les ruines ; plusieurs familles nobles en sont issues.